# Vakvágányon
A Vakvágányon (eredeti cím: Derailed) 2002-ben bemutatott amerikai akciófilm, melyet Bob Misiorowski rendezett. A főbb szerepekben Jean-Claude Van Damme, Tomas Arana, Laura Harring és Kristopher Van Varenberg látható. 
Az Amerikai Egyesült Államokban 2002. október 15-én jelent meg DVD-n. Többségében negatív kritikákat kapott, a Rotten Tomatoes weboldalon 0%-os értékelésen áll.

## Cselekmény
Egy nagy sebességgel száguldó vonaton utazik Jacques Kristoff különleges ügynök (Jean-Claude Van Damme). Célja, hogy megtalálja Galina Konstantint (Laura Harring), aki ellopott egy rendkívül értékes és veszélyes rakományt. Az utasok közt vannak azok a terroristák is, akik a vonaton elrejtették a biológiai fegyvereket és meg akarják szerezni azokat. A terroristák túszul ejtik az összes utast. Egyedül Jacques képes megmenteni őket.

## Szereplők
| Színész                  | Szerep                | Magyar hang          |
| ------------------------ | --------------------- | -------------------- |
| Jean-Claude Van Damme    | Jacques Kristoff      | Szabó Sipos Barnabás |
| Tomas Arana              | Mason Cole            | Rosta Sándor         |
| Laura Harring            | Galina Konstantin     | Hámori Eszter        |
| Susan Gibney             | Dr. Madeline Kristoff | Vándor Éva           |
| Lucy Jenner              | Natasha               |                      |
| Jessica Bowman           | Bailey Kristoff       | Bogdányi Titanilla   |
| Kristopher Van Varenberg | Ethan Kristoff        | Stukovszky Tamás     |
| John Bishop              | Bob Sterling          | Holl Nándor          |
| Binkey Van Bilderbeek    | Angus Riley           |                      |
| Dayton Callie            | Lars                  | Barbinek Péter       |